# Andrzej Gregorowicz
Andrzej Saturnin Gregorowicz (ur. 1806 w Olchowcu, zm. 5 czerwca 1838 w Edynburgu) – porucznik kawalerii w powstaniu listopadowym. Po klęsce powstania udał się na emigrację do Edynburga, gdzie rozpoczął edukację prawniczą i medyczną w Królewskiej Szkole Chirurgicznej. W ciągu roku zmarł na tyfus, zaraziwszy się wykonując swoje obowiązki wśród biednych mieszkańców miasta
Pochowany został w Edynburgu na cmentarzu New Calton Burial Ground.